# 3D modellezés

Egy múmia bűnügyi arcrekonstrukciójának lépései, amelyet a brazil 3D-dizájner, Cicero Moraes készített Blenderben

A háromdimenziós számítógépes grafikában a 3D modellezés az a folyamat, amely matematikailag ábrázol tetszőleges háromdimenziós objektumot. A végeredményt 3D modellnek nevezzük. Ezt használni lehet kétdimenziós képként a renderelésnek nevezett eljárás segítségével, vagy lehet vele szimulálni fizikai jelenségeket is. Ezen kívül a modellt fizikailag is el lehet készíteni a megfelelő háromdimenziós nyomtató eszközökkel.
A modellek lehetnek automatikusan generáltak, vagy manuálisan készítettek. A 3D szkennelés során egy program egy objektum sok, különböző szögekből készített fényképe alapján generál egy poligonhálót, amely az objektum arányait tükrözi. A geometriai adatok manuális létrehozásának, a modellezésnek a módja gyakorlatban erősen hasonlít térbeli plasztikák, szobrok készítésére.

## Modellek
A 3D modellek objektumként való ábrázolása pontok csoportját jelenti, amelyeket különböző geometrikus elemek kötnek össze, mint például háromszögek, szakaszok, görbült felületek, stb. Az objektum, úgyis mint pontok és egyéb információk halmaza, készíthető manuálisan, algoritmikusan, vagy akár szkenneléssel.
A 3D modellek már jóval azelőtt széles körben használtak voltak bárhol a 3D grafikában, minthogy megjelentek volna a személyi számítógépeken. Sok régebbi számítógépes játék használta 3D modellek előre lerenderelt képeit azelőtt is hogy a számítógépek valós időben tudták volna őket ábrázolni.
Manapság a 3D modelleket rengeteg területen használják. Az orvostudomány szervek részletes modelljeit használja. A filmipar animációs filmekhez használja őket, a szereplő  karaktereket és a tárgyakat is 3D modellezéssel állítják elő. A  videójáték-ipar is használja őket konzolos és számítógépes játékokhoz. A tudományos szektor például vegyületek molekuláinak részletes ábrázolását végzi vele, az építőipar pedig leendő épületek terveit és látványtervét készíti így, kiváltva ezzel a rajzokat és a maketteket. A mérnöktársadalom többek között új szerszámok és gépek tervezésére használja.

### Ábrázolás
Majdnem minden 3d modell besorolható a következő két kategória valamelyikébe:
- Tömör – ezek a modellek az általuk ábrázolt objektumok tömegét is ábrázolják. Realisztikusabbak, de nehezebb őket létrehozni. A tömör modelleket leginkább nemvizuális, például mérnöki vagy orvosi szimulációkban használják, vagy speciális vizuális alkalmazásokban mint pl fénysugárkövetés, ezen kívül mechanikai tervezéshez is.
- Héjmodell – ezek a modellek csak a felszínt, azaz az objektum határolófelületét mutatják be, a tömegét nem, úgy mintha egy végtelen vékonyságú tojáshéjat ábrázolnánk. Ezekkel a fajta modellekkel sokkal könnyebb dolgozni, mint egy tömör modellel. Majdnem az összes, filmekben és játékokhoz használt modell felületmodellezési módszerrel készült.

Mivel az objektum megjelenése leginkább annak a külső felületétől függ, a felületmodellezés általános a számítógépes grafikában. A kétdimenziós felületek jó analógiát kínálnak a grafikában használt objektumokhoz. Mivel  a megjeleníteni kívánt objektumok felületei jellemzően nem körülhatárolt, ténylegesen kétdimenziós kiterjedésű elemekből áll, szükségessé válik a leegyszerűsítése diszkrét, digitális elemekké. Ezek közül a poligonháló a legnépszerűbb, illetve az utóbbi években népszerűvé vált a pontalapú ábrázolás is. A szinthalmazok módszere pedig jól használható ábrázolási módja deformálódó, változó topológiájú felületeknek, mint például folyadékok.

## A modellezési folyamat
A modellek ábrázolásának négy népszerű módja van:
- Poligonmodellezés – Pontok 3D-s térben, amelyeket itt vertexnek hívunk, összekötve szakaszokkal. Ezek együtt poligonhálót alkotnak. A mai modellek legnagyobb része manapság textúrázott poligonmodell, mivel ezek rugalmasan alakíthatóak, és mert a számítógépek könnyen és gyorsan renderelik őket. Még azzal együtt is, hogy a poligonok síkbeli alakzatok, így sok poligon felhasználásával is csak megközelíteni tudjuk a görbe felületek ívét.
- NURBS- (Non-Uniform Rational Basis Spline, nem uniform, racionális B-spline görbékkel definiált felület-) modellezés – a NURBS felületeket súlyozott kontrollpontok által befolyásolt  szplájnfüggvények  görbéi definiálják. A görbék követik, de nem feltétlenül érintik a pontokat. A NURBS-felületek nem csak közelítik a görbületet kisméretű lapos felületekkel hanem tényleg simák, így különösen alkalmasak organikus modellek készítésére. A Maya az egyik legismertebb kereskedelmi szoftver, amely natívan támogatja NURBS alkalmazását.
- Splines & Patches modellezés – a NURBS-höz hasonlóan ez is görbék segítségével ábrázol.  A használat egyszerűségét és a rugalmasságát tekintve a poligonmodellezés és a NURBS-modellezés közé esik.
- Primitívmodellezés – Ez a modellezési módszer geometriai primitíveket vesz alapnak, mint például gömbök, hengerek, kúpok vagy síkok, ezekből épít fel komplexebb alakzatokat. Az előnye az hogy gyors és könnyű használni, a  méretek abszolút pontosak mivel a formák matematikailag definiáltak, ezen kívül a leíró nyelve is egyszerű. Ez a módszer jól alkalmazható technikai jellegű problémákra, és kevésbé jól organikus dolgok modellezésére. Néhány 3D alkalmazás direkt módon tud renderelni primitívekből, ilyen például a POV-ray, más programok pedig csak szerkesztési eszközként alkalmazza, az objektumot a későbbi műveletekhez poligonhálóvá konvertálja.

## A jelenet elrendezése
A jelenet elrendezése magába foglalja a virtuális objektumok, a fények, kamerák és egyéb dolgok elrendezését a virtuális térben, ezek segítségével fogunk később állóképet vagy animációt készíteni.
A megvilágítás ennek a folyamatnak egy fontos része. Ugyanúgy mint a valós világbeli jelenetekben, a fények itt is fontos szerepet játszanak abban, hogy a végeredmény tetszetős, esztétikus legyen. Természetesen ebben nehéz tökéletes munkát végezni. A fényeffektek nagyban hozzájárulhatnak a jelenet hangulatához, az általa kiváltott érzelmi hatásokhoz, ez olyan dolog, amit a fotósok és a színházi világítók már jól tudnak.
Gyakran kívánatos a modell felszínéhez színt rendelni még a renderelés előtt. A legtöbb 3D modeller alkalmazás engedélyezi a felhasználónak, hogy színeket rendeljen az objektum vertexeihez, ez később a rendernél is megjelenik, ez gyakori módja az objektum színezésének. Ezen kívül az objektumot gyakran textúrázzák is. A textúrakép olyan mint bármely más digitális kép. A textúrázási folyamat alatt az objektumhoz speciális új információ adódik, az UV koordináták, amelyek azt mutatják, hogy az objektum egyes részeihez a textúrának mely területei adódnak. A textúrázás hatására a modell sokkal részletdúsabbnak és realisztikusabbnak látszik mint amilyen egyébként lenne.
A textúrázáson és a fényeken kívül más effektek is adódhatnak a modellhez, amelyek még realisztikusabbnak láttatják. Például a felület normáljai módosítva lehetnek, hogy befolyásolják annak világosságát, bizonyos részeknek bump map-jai lehetnek, és még rengeteg gyakran használt renderelési trükk van.
A 3D modelleket gyakran animálják is. Néha ezt a modellerprogrammal csinálják, néha exportálják a modellt más programokba.  Az animáláshoz úgynevezett keyframe-eket használnak, ezek megkönnyítik komplex mozgások megvalósítását. Ez ezt jelenti, hogy a felhasználó kiválaszt bizonyos időpillanatokat, és előre meghatározza, hogy az előző és az aktuális keyframe között hogyan mozog a modell. A köztes állapotok kiszámolását a program végzi. Néha a modellhez egyéb adatok is hozzárendelődnek, például állatok és emberek esetében „csontok” amelyek „ízületekkel” kapcsolódnak, a mozgatáshoz ezek, ill. rajtuk keresztül a testrész mozgását kell beállítani. Ez nagyban megkönnyíti a realisztikus mozgásábrázolást. Ezt az eljárást csontozásnak hívjuk.

## Előnyök és hátrányok a 2D képkészítéshez képest
Egyik előnye, hogy könnyebb a számítógép képességeit igénybe venni a megjelenítéshez, és bizonyos szempontból könnyebb egy háromdimenziós objektumot elkészíteni, mint saját fantázia alapján leképezni azt kétdimenziós térre. Jobban kiszűri a személyes tévedések lehetőségét. Az objektum elkészítésekor, ellentétben a lerajzolásával, nem kell figyelembe venni a perspektíva és a fényviszonyok torzítását. Ezen kívül az is az előnyök közé tartozik, hogy könnyebb a képet módosítani, átrendezni, esetleg felhasználni egyes elemeit későbbi képeit. 
Ugyanakkor a 3D modellezés jóval kevésbé ösztönös módszer, egy jó kép elkészítéséhez rengeteg technikai háttértudás kell, és egy egyszerű kép létrehozása is meglehetősen összetett folyamat. A 3D technológia előnyei elsősorban részletesen kidolgozott ábrázolások megvalósításánál domborodnak ki.

## Népszerű modellezőprogramok
- 3D Studio Max
- Maya
- Blender
- Cinema 4D
- Modo
- POV-ray
- SketchUp

## Fordítás
- Ez a szócikk részben vagy egészben a 3D Modeling című angol Wikipédia-szócikk fordításán alapul.  Az eredeti cikk szerkesztőit annak laptörténete sorolja fel. Ez a jelzés csupán a megfogalmazás eredetét és a szerzői jogokat jelzi, nem szolgál a cikkben szereplő információk forrásmegjelöléseként.